# Cratere Antoniadi (Luna)
Antoniadi è un grande cratere lunare di 137,92 km situato nella parte sud-orientale della faccia nascosta della Luna.
Il cratere è dedicato all'astronomo greco Eugène Michel Antoniadi.